# Aprionacris fissicauda
Aprionacris fissicauda är en insektsart som beskrevs av Marius Descamps 1978. Aprionacris fissicauda ingår i släktet Aprionacris och familjen Romaleidae. Inga underarter finns listade i Catalogue of Life.